# Kadiri
Kadiri là một thành phố và khu đô thị của quận Anantapur thuộc bang Andhra Pradesh, Ấn Độ.

## Địa lý
Kadiri có vị trí 14°07′B 78°10′Đ / 14,12°B 78,17°Đ Nó có độ cao trung bình là 504 mét (1653 feet).

## Nhân khẩu
Theo điều tra dân số năm 2001 của Ấn Độ, Kadiri có dân số 76.261 người. Phái nam chiếm 50% tổng số dân và phái nữ chiếm 50%. Kadiri có tỷ lệ 57% biết đọc biết viết, thấp hơn tỷ lệ trung bình toàn quốc là 59,5%: tỷ lệ cho phái nam là 67%, và tỷ lệ cho phái nữ là 46%. Tại Kadiri, 12% dân số nhỏ hơn 6 tuổi.